# Tachytrechus albiterminalis
Tachytrechus albiterminalis är en tvåvingeart som beskrevs av Van Duzee 1930. Tachytrechus albiterminalis ingår i släktet Tachytrechus och familjen styltflugor. Inga underarter finns listade i Catalogue of Life.